# Preludi op. 28, núm. 16 (Chopin)

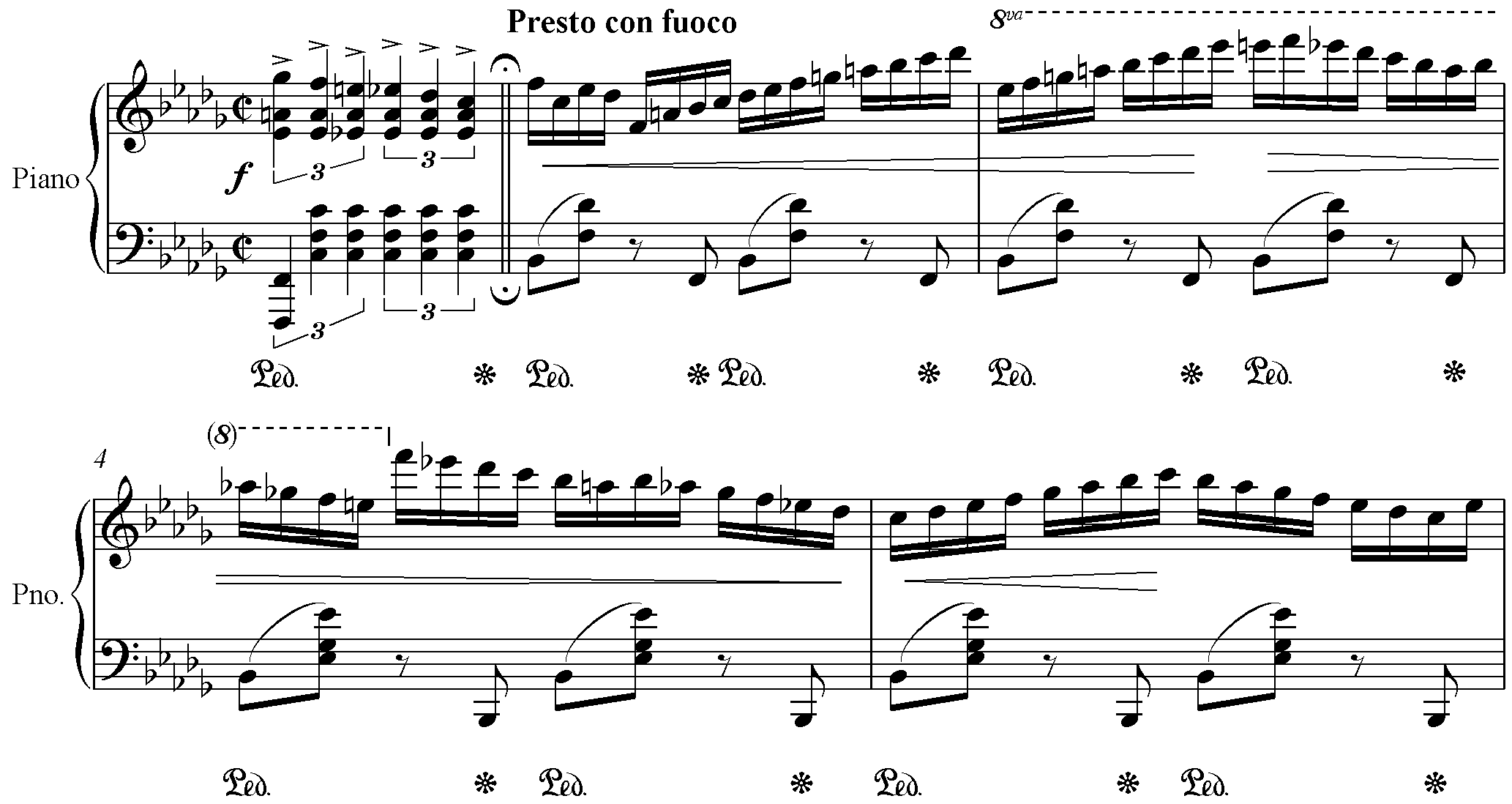
Primers compassos del "Preludi núm. 16" de Chopin.

El "Preludi op. 28, núm. 16", el Preludi "Hades", de Frédéric Chopin, és considerat com el més difícil dels preludis de Chopin. Hans von Bülow anomenà aquest preludi amb el sobrenom "Hades". Va ser compost entre 1836 i 1839, i publicat el 1839. El va dedicar a Camille Pleyel que va encarregar l'obra, els Preludis op, 28 per 2.000 francs.
El preludi s'obre amb sis acords, fortament accentuats, abans de passar a un passatge semblant a un impromptus a la mà dreta. Mentre que la mà dreta ha d'executar unes sis pàgines de semicorxeres en menys d'un minut, amb la indicació presto con fuoco, la dificultat principal està en la mà esquerra. Vladimir von Pachmann, concertista de piano que destaca per les seves interpretacions del repertori de Chopin, va dir d'aquest preludi: "El setzè és el meu gran favorit! És el més grand tour de force de Chopin. És el més difícil de tots els preludis des del punt de vista tècnic, exceptuant possiblement el dinovè. En aquest cas, presto no és suficient. Cal interpretar-lo prestissimo, o, millor encara, vivacissimo. ".